# 2004-es labdarúgó-Európa-bajnokság (selejtező – 4. csoport)
A 2004-es labdarúgó-Európa-bajnokság selejtezőjének 4. csoportjának mérkőzéseit tartalmazó lapja. A csoportban Svédország, Lengyelország, Magyarország, Lettország és San Marino szerepelt. A csapatok körmérkőzéses, oda-visszavágós rendszerben játszottak egymással.
Svédország kijutott a Európa-bajnokságra. Lettország pótselejtezőt játszott, amelyet megnyert és kijutott az Eb-re.

## Tabella
| Hely. | Csapat        | M | Gy | D | V | G+ | G– | Gk  | P  | Továbbjutás                           |     | Svédország | Lettország | Lengyelország | Magyarország | San Marino |
| ----- | ------------- | - | -- | - | - | -- | -- | --- | -- | ------------------------------------- | --- | ---------- | ---------- | ------------- | ------------ | ---------- |
| 1.    | Svédország    | 8 | 5  | 2 | 1 | 19 | 3  | +16 | 17 | Kijutott a 2004-es Európa-bajnokságra |     | —          | 0–1        | 3–0           | 1–1          | 5–0        |
| 2.    | Lettország    | 8 | 5  | 1 | 2 | 10 | 6  | +4  | 16 | Pótselejtezőbe került                 |     | 0–0        | —          | 0–2           | 3–1          | 3–0        |
| 3.    | Lengyelország | 8 | 4  | 1 | 3 | 11 | 7  | +4  | 13 |                                       |     | 0–2        | 0–1        | —             | 0–0          | 5–0        |
| 4.    | Magyarország  | 8 | 3  | 2 | 3 | 15 | 9  | +6  | 11 |                                       | 1–2 | 3–1        | 1–2        | —             | 3–0          |            |
| 5.    | San Marino    | 8 | 0  | 0 | 8 | 0  | 30 | −30 | 0  |                                       | 0–6 | 0–1        | 0–2        | 0–5           | —            |            |

## Mérkőzések
| 2002. szeptember 7. |

| Lettország | 0–0         | Svédország |
| ---------- | ----------- | ---------- |
|            | Jegyzőkönyv |            |

| Skonto stadions, Riga Nézőszám: 8500 Játékvezető: Frank De Bleeckere (belga) |

| 2002. szeptember 7. |

| San Marino | 0–2               | Lengyelország                |
| ---------- | ----------------- | ---------------------------- |
|            | (0–0) Jegyzőkönyv | Kaczorowski 75' Kukiełka 88' |

| Stadio Olimpico, Serravalle Nézőszám: 2000 Játékvezető: Paul McKeon (ír) |

| 2002. október 12. |

| Svédország      | 1–1               | Magyarország |
| --------------- | ----------------- | ------------ |
| Ibrahimović 76' | (0–1) Jegyzőkönyv | Kenesei 5'   |

| Råsunda Stadion, Solna Nézőszám: 35 084 Játékvezető: Wolfgang Stark (német) |

| 2002. október 12. |

| Lengyelország | 0–1               | Lettország  |
| ------------- | ----------------- | ----------- |
|               | (0–1) Jegyzőkönyv | Laizāns 30' |

| Polish Army Stadium, Varsó Nézőszám: 12 000 Játékvezető: Massimo Busacca (svájci) |

| 2002. október 16. |

| Magyarország     | 3–0               | San Marino |
| ---------------- | ----------------- | ---------- |
| Gera 49' 60' 85' | (0–0) Jegyzőkönyv |            |

| Szusza Ferenc Stadion, Budapest Nézőszám: 6500 Játékvezető: Gylfi Þor Orrason (izlandi) |

| 2002. november 20. |

| San Marino | 0–1         | Lettország         |
| ---------- | ----------- | ------------------ |
|            | Jegyzőkönyv | Valentini 89' (og) |

| Stadio Olimpico, Serravalle Nézőszám: 600 Játékvezető: Asim Khudiev (azeri) |

| 2003. március 29. |

| Lengyelország | 0–0         | Magyarország |
| ------------- | ----------- | ------------ |
|               | Jegyzőkönyv |              |

| Silesian Stadium, Chorzów Nézőszám: 48 000 Játékvezető: Massimo de Santis (olasz) |

| 2003. április 2. |

| Lengyelország                                       | 5–0               | San Marino |
| --------------------------------------------------- | ----------------- | ---------- |
| Szymkowiak 5' Kosowski 26' Kuźba 54' 90' Karwan 81' | (2–0) Jegyzőkönyv |            |

| Miejski Stadion, Ostrowiec Świętokrzyski Nézőszám: 8500 Játékvezető: Loizos Loizou (ciprusi) |

| 2003. április 2. |

| Magyarország | 1–2               | Svédország      |
| ------------ | ----------------- | --------------- |
| Lisztes 64'  | (0–1) Jegyzőkönyv | Allbäck 33' 66' |

| Puskás Ferenc Stadion, Budapest Nézőszám: 28 000 Játékvezető: Lucilio Batista (portugál) |

| 2003. április 30. |

| Lettország                         | 3–0               | San Marino |
| ---------------------------------- | ----------------- | ---------- |
| Prohorenkovs 10' Bleidelis 21' 74' | (2–0) Jegyzőkönyv |            |

| Skonto stadions, Riga Nézőszám: 7500 Játékvezető: Hubert Byrne (ír) |

| 2003. június 7. |

| San Marino | 0–6               | Svédország                                       |
| ---------- | ----------------- | ------------------------------------------------ |
|            | (0–1) Jegyzőkönyv | Jonson 16' 60' 70' Allbäck 49' 85' Ljungberg 49' |

| Stadio Olimpico, Serravalle Nézőszám: 2184 Játékvezető: Dejan Delević (szerbia és montenegrói) |

| 2003. június 7. |

| Magyarország             | 3–1               | Lettország       |
| ------------------------ | ----------------- | ---------------- |
| Szabics 51' 58' Gera 87' | (0–1) Jegyzőkönyv | Verpakovskis 38' |

| Puskás Ferenc Stadion, Budapest Nézőszám: 4000 Játékvezető: Markus Merk (német) |

| 2003. június 11. |

| Svédország                   | 3–0               | Lengyelország |
| ---------------------------- | ----------------- | ------------- |
| Svensson 16' 72' Allbäck 43' | (2–0) Jegyzőkönyv |               |

| Råsunda Stadion, Solna Nézőszám: 35 220 Játékvezető: Gilles Veissiere (francia) |

| 2003. június 11. |

| San Marino | 0–5               | Magyarország                                    |
| ---------- | ----------------- | ----------------------------------------------- |
|            | (0–2) Jegyzőkönyv | Böőr 4' Lisztes 20' 81' Kenesei 60' Szabics 76' |

| Stadio Olimpico, Serravalle Nézőszám: 1410 Játékvezető: Kenny Clark (skót) |

| 2003. szeptember 6. |

| Svédország                                                                       | 5–0               | San Marino |
| -------------------------------------------------------------------------------- | ----------------- | ---------- |
| Jonson 32' Jakobsson 48' Ibrahimović 53' 81' (11-esből) Källström 66' (11-esből) | (1–0) Jegyzőkönyv |            |

| Ullevi, Göteborg Nézőszám: 31 098 Játékvezető: Stefan Messner (osztrák) |

| 2003. szeptember 6. |

| Lettország | 0–2               | Lengyelország           |
| ---------- | ----------------- | ----------------------- |
|            | (0–2) Jegyzőkönyv | Szymkowiak 36' Kłos 39' |

| Skonto stadions, Riga Nézőszám: 7500 Játékvezető: Kyros Vassaras (görög) |

| 2003. szeptember 10. |

| Lettország                         | 3–1               | Magyarország |
| ---------------------------------- | ----------------- | ------------ |
| Verpakovskis 38' 51' Bleidelis 43' | (2–0) Jegyzőkönyv | Lisztes 53'  |

| Skonto stadions, Riga Nézőszám: 4500 Játékvezető: Claus Bo Larsen (dán) |

| 2003. szeptember 10. |

| Lengyelország | 0–2               | Svédország              |
| ------------- | ----------------- | ----------------------- |
|               | (0–2) Jegyzőkönyv | Nilsson 3' Mellberg 38' |

| Silesian Stadium, Chorzów Nézőszám: 20 000 Játékvezető: Mike Riley (angol) |

| 2003. október 11. |

| Svédország | 0–1               | Lettország       |
| ---------- | ----------------- | ---------------- |
|            | (0–1) Jegyzőkönyv | Verpakovskis 22' |

| Råsunda Stadion, Solna Nézőszám: 32 095 Játékvezető: Massimo de Santis (olasz) |

| 2003. október 11. |

| Magyarország | 1–2               | Lengyelország      |
| ------------ | ----------------- | ------------------ |
| Szabics 48'  | (0–1) Jegyzőkönyv | Niedzielan 10' 63' |

| Puskás Ferenc Stadion, Budapest Nézőszám: 22 000 Játékvezető: Manuel Mejuto González (spanyol) |